# Abracadabrella
Abracadabrella là một chi nhện trong họ Salticidae.

## Các loài
Chi này có các loài:
- Abracadabrella birdsville Żabka, 1991
- Abracadabrella elegans (L. Koch, 1879)
- Abracadabrella lewiston Żabka, 1991